# エルサルバドル共産党
エルサルバドル共産党（―きょうさんとう、スペイン語: Partido Comunista de El Salvador）は、エルサルバドルの共産主義政党。1930年代にミゲル・マルモルによって結成された。
1960年代中頃のアメリカ国務省の推計では、党員はおよそ200人だった。1980年10月、ファラブンド・マルティ解放人民軍（FPL）・民族抵抗軍（RN）・中米労働者革命党（PRTC）・人民革命軍（ERP）の他の四つの左翼政党と合同し、ファラブンド・マルティ民族解放戦線（FMLN）を結成した。FMLNは、1930年代から軍事政権が支配していたエルサルバドル政府に対しゲリラ戦を行った。1980年から1992年まで続いたエルサルバドル内戦を通じ、共産党と他の四党はFMLN傘下で別々の組織として存続した。
1992年に内戦が終わると、FMLNは合法政党となり選挙に参加することとなった。1994年の選挙後、FMLNを構成する共産党と他の四党はそれぞれ解散し、内部団体を持たない単一組織としてのFMLNに結集した。この時をもって独立した存在としての共産党は終焉したものの、指導者や党員の多くはFMLNの下で活動を続けている。例えば、かつての共産党指導者シャフィク・アンダルは2004年の大統領選挙にFMLNの候補として出馬した。
シャフィク・アンダルは、1980年から1992年までの内戦の間、共産党を指導した。彼以前の指導者カイェタノ・カルピオは1970年に共産党を離党し、FPLを結成して独裁政権への武装闘争を開始した。
2005年3月27日、共産主義者のグループが新しく、FMLNに吸収された古い共産党の伝統を引き継ぐものとして、共産党を再建した。